# Delete (SQL)
DELETE — в языках, подобных SQL, DML-операция удаления записей из таблицы. Критерий отбора записей для удаления определяется выражением where. В случае, если критерий отбора не определён, выполняется удаление всех записей.
- В СУБД, поддерживающих триггеры, операция Delete может вызывать их срабатывание;
- При наличии на таблице внешних ключей все дочерние к удаляемым записи в подчинённых таблицах также должны быть удалены для обеспечения ссылочной целостности;
- В СУБД, поддерживающих транзакции, выполнение операции Delete должно быть подтверждено (COMMIT), либо опровергнуто (ROLLBACK) вызовом соответствующих операций.

## Синтаксис
Общий синтаксис команды:
```
DELETE
 
FROM
 
<
Имя
 
Таблицы
>
 
WHERE
 
<
Условие
 
отбора
 
записей
>

```

Последствием выполнения такой команды будет удаление тех строк из таблицы <Имя Таблицы>, которые соответствуют условию <Условие отбора записей>. При этом никакого результата команда не возвращает и, следовательно, не может быть использована в качестве параметра в команде SELECT.

## Удаление записей из нескольких таблиц
Чтобы сделать удаление в разных таблицах, для внешних ключей следует задать каскадное удаление и обновление. Такой вариант работать не будет:
```
DELETE
 
<
Имя
 
записи
 
для
 
удаления
>

    
->
 
FROM
 
<
Имя
 
Таблицы
1
>
 
JOIN
 
<
Имя
 
Таблицы
2
>
 
ON
 
<
условие
 
объединения
>
;

```

А такой, возможно, сработает:
```
DELETE
 
ab
,
 
b

  
FROM
 
Authors
 
AS
 
a
,
 
AuthorArticle
 
AS
 
ab
,
 
Articles
 
AS
 
b

  
WHERE
 
a
.
AuthID
=
ab
.
AuthID
 
AND
 
ab
.
ArticleID
=
b
.
ArticleID

    
AND
 
AuthorLastName
=
'Henry'
;

```

## Связанные команды
Удаление всех записей из таблицы при наличии внешних ключей и механизме транзакций может занять продолжительное время. Для полной очистки таблицы может быть использована операция TRUNCATE.